# Xanthidium tetracentrotum
Xanthidium tetracentrotum là một loài Song tinh tảo trong họ Desmidiaceae, thuộc chi Xanthidium.